# 内田英子
内田 英子（うちだ えいこ、1937年8月3日 - 2023年4月14日）は、日本の教育学者。初代東北文教大学・東北文教大学短期大学部学長。元学校法人富澤学園副理事長。専門は言語学、音声学、日本語教育。修士（言語学）・修士（英語教育）。

## 略歴
1987年東北文教大学短期大学部の前身となる山形女子短期大学の英文科に着任。2004年からは山形短期大学学長を務め、2005年の総合文化学科の新設、2010年の東北文教大学の開学に尽力する。2014年3月の任期満了に伴い、東北文教大学・東北文教大学短期大学部の学長職を退任。同年5月に東北文教大学の名誉教授第1号、東北文教大学短期大学部の名誉教授第15号の称号記が授与される。
2023年4月14日、心筋梗塞のため東京都港区の自宅で死去、85歳。